# 542 (álbum de C.R.O)
542 es el cuarto álbum de estudio del rapero argentino C.R.O. Lanzado el 6 de noviembre de 2018, fue uno de los primeros proyectos lanzados centrados en el género trap argentino. Fue distribuido por Dale Play Records. Es nombrado comúnmente como el primer álbum del rapero en solista.

## Contexto
En el año 2018, el trap argentino con el nacimiento de nuevos artistas y la popularidad en las redes estaba en auge, esto trajo los primeros álbumes de estudios de raperos como YSY A, o C.R.O mismo, este último se encontraba en dúo junto a Homer el Mero Mero, sin embargo, incursionó como solista en el trap, esto derivó en lo que unos meses más tarde sería el lanzamiento de 542.

## El álbum
Lanzado el 6 de noviembre de 2018, contó con el sencillo promocional «Alas» junto a Duki, que también fue la primera canción en conjunto de los dos raperos, que daría más tarde inicio al dúo "Vampiros". El disco fue considerado de los mejores proyectos argentinos de 2018. El álbum en YouTube título a los temas como "deluxe edition" sin embargo, no se publicó una edición de lujo.

## Lista de canciones
Tracklist de 542
Todas las letras escritas por Tomás Manuel Campos.
| N.º   | Título                                       | Música | Duración |  |
| 1.    | «Intro»                                      | Bles   | 3:16     |  |
| 2.    | «Arruinandome»                               | Bles   | 1:25     |  |
| 3.    | «Perdido en mí»                              | Bles   | 2:24     |  |
| 4.    | «Después de las 12»                          | Bles   | 2:04     |  |
| 5.    | «Gas»                                        | Bles   | 2:26     |  |
| 6.    | «Interludio»                                 | Bles   | 1:41     |  |
| 7.    | «Power»                                      | Bles   | 2:47     |  |
| 8.    | «VW»                                         | Bles   | 1:56     |  |
| 9.    | «Blue»                                       | Bles   | 3:09     |  |
| 11.   | «Libertinaje»                                | Bles   | 2:06     |  |
| 12.   | «La calle lo sabe (con Homer El Mero Mero) » | Bles   | 3:18     |  |
| 13.   | «Outro»                                      | Bles   | 2:40     |  |
| 30:48 |                                              |        |          |  |